# Thunbergia erecta
Thunbergia erecta ,  uma espécie botânica conhecida popularmente como  manto-de-rei é uma planta do gênero Thunbergia da família Acanthaceae.
Também conhecida como thunbergia arbustiva ou thunbergia azul é um arbusto de 2,5 metros de altura , bastante ramificado, com flores na forma de trombeta de cores azuis com uma garganta de cor amarela, que atraem beija-flores, borboletas e pássaros. A variedade mais importante , de menor porte, é a affinis de flores brancas.  Pode ser plantado em pleno sol ou a meia sobra.